# Гірки (Синельниківський район)
Гі́рки — село в Україні, у Славгородській селищній територіальній громаді Синельниківського району Дніпропетровської області. Населення за переписом 2001 року становить 323 особи. До 2017 року орган місцевого самоврядування - Гірківська сільська рада.

## Історія
7 (20) листопада 1917 року, відповідно до Третього Універсалу Української Центральної Ради, увійшло до складу Української Народної Республіки.
12 червня 2020 року, відповідно до розпорядження Кабінету Міністрів України № 709-р від «Про визначення адміністративних центрів та затвердження територій територіальних громад Дніпропетровської області», увійшло до складу Славгородської селищної громади.
19 липня 2020 року, в результаті адміністративно-територіальної реформи та ліквідації   Синельниківського (1923—2020)району, село увійшло до складу новоутвореного Синельниківського району.

## Географія
Село Гірки знаходиться на правому березі річки Нижня Терса, вище за течією на відстані 1 км розташоване село Троїцьке, нижче за течією на відстані 1 км розташоване село Новоолександрівка, на протилежному березі - село Запорізьке. По селу протікає пересихаючий струмок з загатою. На річці зроблено кілька загат.

## Об'єкти соціальної сфери
- Дитячий садочок.
- Фельдшерський пункт.
- Клуб.

## Інтернет-посилання
- Погода в селі Гірки [Архівовано 21 грудня 2011 у Wayback Machine.]